# The Brothers (eilandengroep)
The Brothers is een eilandengroep in de Straat Cook in Nieuw-Zeeland aan de oostkust van Arapawa Island. De groep bestaat uit vele kleine eilanden, waarvan North Brother het bekendste is; hier leeft de brughagedis van North Brother Island die naar het eiland is vernoemd.

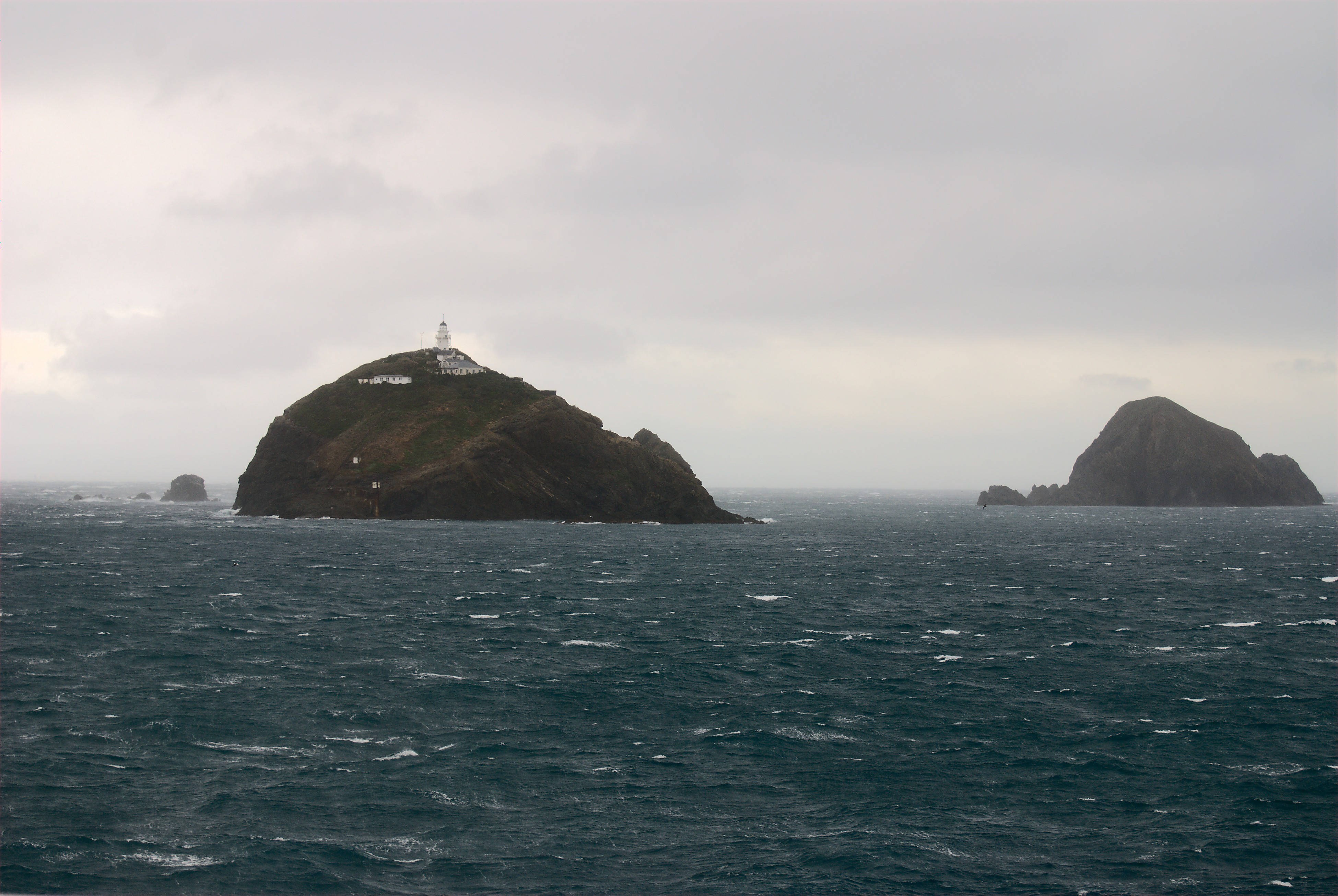
The Brothers